# Мальчевский район
Мальчевский район — административно-территориальная единица, существовавшая в Ростовской области РСФСР с 1934 по 1965 годы. Административный центр — станица Мальчевская.

## История
В 1934—1937 годах район входил в Северо-Донской округ в составе Азово-Черноморского края.
13 сентября 1937 года Мальчевский район (с центром в станице Мальчевская) вошёл в состав Ростовской области.
Указом Президиума Верховного Совета СССР от 6 января 1954 года из Ростовской области была выделена Каменская область (с центром в г. Каменск-Шахтинский). Территория Мальчевского района вошла в состав Каменской области.
2 ноября 1956 года к Мальчевскому району была присоединена территория упразднённого Волошинского района.
В соответствии с Указом Президиума Верховного Совета РСФСР от 19 ноября 1957 года Каменская область была упразднена. Мальчевский район был возвращён в состав Ростовской области.
12 января 1965 года Мальчевский район был упразднён. Его территория вошла в Миллеровский район Ростовской области.